# Herb gminy Smyków
Herb gminy Smyków – jeden z symboli gminy Smyków, ustanowiony 15 października 2018.

## Wygląd i symbolika
Herb przedstawia na tarczy w polu zielonym dwa skrzyżowane młotki górnicze srebrne, pod którymi połowa takiegoż koła wodnego o trzech dzwonach.